# Browns de Cleveland
Pour les articles homonymes, voir Browns.
Stade
Maillots
Champion NFL 1950 - 1954 - 1955 - 1964
Les Browns de Cleveland (Cleveland Browns en anglais) sont une franchise de la National Football League (NFL) basée à Cleveland dans l'Ohio. Ils jouent depuis 1999 au Huntington Bank Field.
La franchise est fondée en 1946 et elle intègre à la NFL en 1950.
Ils sont l'une des quatre équipes à n'avoir jamais participé au Super Bowl tout comme les Texans de Houston, les Jaguars de Jacksonville et les Lions de Détroit.
Avant la mise en place du Super Bowl, les Browns sont sacrés champions de la NFL en 1950, 1954, 1955 et 1964.
Au terme de la saison 2017, ils deviennent la deuxième équipe de l'histoire de la ligue (après les Lions de Détroit de 2008) à terminer une saison avec un bilan de 16 défaites pour aucune victoire.
L'équipe est actuellement entraînée par Kevin Stefanski.
Le casque des Browns est orange et a la particularité de n'avoir aucun logo, contrairement à toutes les autres franchises de la NFL.

## Palmarès
- Champion de conférence (11) :
  - NFL American : 1950, 1951, 1952 ;
  - NFL Eastern : 1953, 1954, 1955, 1957, 1964, 1965, 1968, 1969.
- Champion de division (13) :
  - AAFC Western : 1946, 1947, 1948, 1949 ;
  - NFL Century : 1967, 1968, 1969 ;
  - AFC Central : 1971, 1980, 1985, 1986, 1987, 1989.

## Historique
La franchise est créée en 1946 et devient membre de la conférence All-America Football (AAFC). Le surnom donné à la franchise (Browns) fait référence à Paul Brown, pionnier du football américain professionnel et premier entraîneur de l'équipe. En 1950, après avoir remporté les quatre championnats AAFC, la franchise ainsi que deux autres membres de cette conférence sont intégrés à la NFL, l'AAFC ayant cessé ses activités à la suite de problèmes financiers.
Dès leur première saison en NFL, les Browns remportent le championnat et font de même en 1954, 1955 et 1964. Depuis, ils n'y ont connu qu'un succès très relatif.
En 1995, Art Modell, propriétaire des Browns depuis 1961, annonce qu'il souhaite déménager la franchise à Baltimore dans l'État du Maryland. Cette annonce provoque une forte indignation et de multiples controverses. La NFL désirant conserver une équipe à Cleveland, diverses décisions juridiques conduisent à un accord par lequel Modell est autorisé à déplacer son équipe à Baltimore pour y créer les Ravens après avoir cédé à la ville de Cleveland le nom, les couleurs, le logo et l'histoire des Browns. Ces décisions provoquent une suspension des activités de la franchise à Cleveland avant son retour en championnat dès la saison 1999. Depuis, elle n'a participé aux séries éliminatoires qu'à l'issue de la saison 2002.

## Image et identité

### Couleurs et maillots

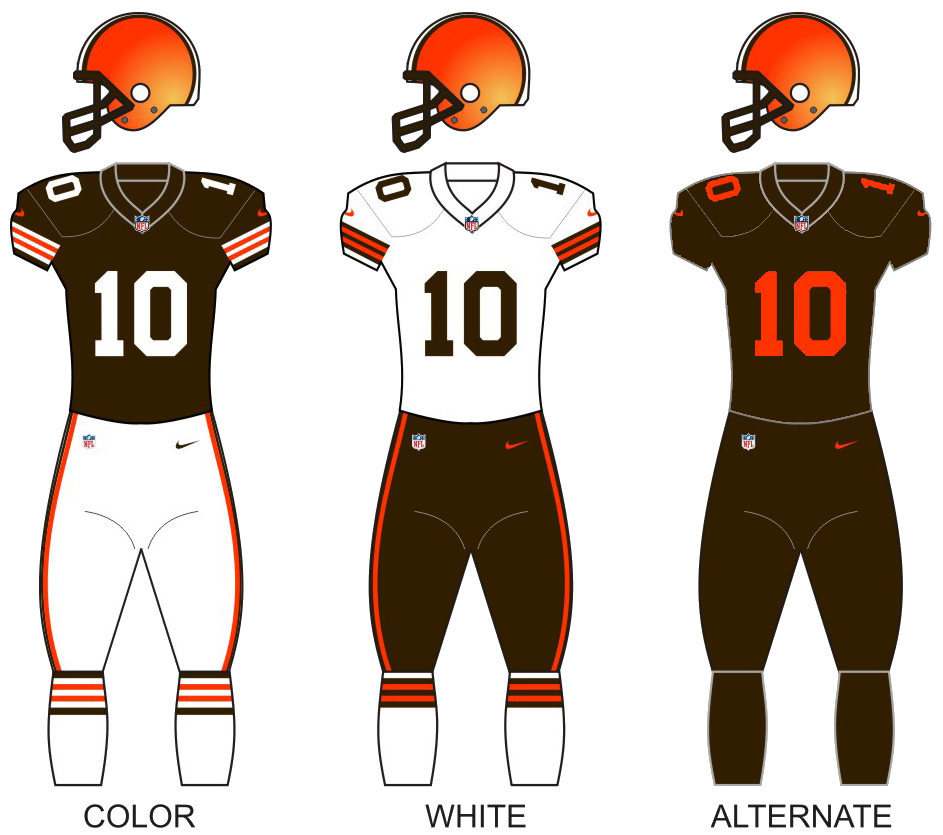

Les Browns apportent du changement à leur identité visuelle en 2015, et dévoilent le 24 février une nouvelle teinte d'orange plus vive, qui va orner leurs maillots dès la saison 2015. Ces derniers sont présentés au public le 14 avril.

### Logo
Avec la nouvelle charte graphique de 2015, le logo du club subit une évolution mineure.

Évolution du logo
2006 à 2014
Depuis 2015

### Rivalités
Les Browns de Cleveland possèdent des rivalités avec leurs trois adversaires AFC Nord. En outre, l'équipe a conservé ses rivalités historiques par rapport aux Ravens de Baltimore, aux Broncos de Denver et aux Lions de Détroit.
Les plus grands rivaux de l'équipe au sein de l'AAFC étaient les 49ers de San Francisco, même si depuis cela s'est fortement atténué au point que cette rivalité se soit transformée au fil des ans en une relation amicale, les deux franchises évoluant actuellement dans des conférences différentes (AFC et NFC). Beaucoup de fans des 49ers ont aidé les Browns à se relancer en 1999 comme Mike Holmgren, ancien président des Browns, lequel avait commencé sa carrière à San Francisco. Preuve de cette bonne relation, Phil Dawson, joueur vétéran au poste de place-kicker et chouchou des fans, ainsi que Colt McCoy, quarterback remplaçant des Browns, s'engageront avec les 49ers en 2014. De plus, John York et Denise DeBartolo York, propriétaires des 49ers, résident à Youngstown dans l'Ohio soit à 76 miles au sud-est de Cleveland.

#### Steelers de Pittsburgh
Souvent appelée la Rivalité du Turnpike, les principaux rivaux des Browns sont depuis longtemps les Steelers de Pittsburgh. Leur première rencontre a lieu en 1950. Même si les Browns ont dominé le début de cette rivalité après avoir gagné les huit premiers matchs, les Steelers mènent les statistiques au terme de la saison 2019 avec un bilan de 76 victoires pour 59 défaites et un nul. Ces équipes se rencontrent deux fois par an depuis la saison 1950 ce qui en fait la plus ancienne rivalité de l'AFC et la cinquième plus ancienne rivalité de la NFL. Ces équipes se sont rencontrées en séries éliminatoires en 1994 et en 2002, les Steelers ayant remporté ces deux rencontres.
Pour que cette rivalité se renforce, Art Modell, ancien propriétaire des Browns, a programmé les matchs à domicile contre les Steelers le samedi soir entre 1964 et 1970. Cette rivalité est nourrie par la proximité des deux villes distantes d'un peu plus de 200 kilomètres, par le nombre de championnats remportés par les deux équipes, par les joueurs et les membres du personnel ayant joué et/ou entraîné les deux équipes et par l'antagonisme personnel. Même si cette rivalité est devenue un peu moindre pour les Steelers, surtout depuis la brève absence des Browns entre 1996 et 1998 due à des problèmes de relocalisation et les mauvais résultats depuis la saison 1999, elle est toujours bien persistante pour les fans de Cleveland.

#### Bengals de Cincinnati
L'origine de cette rivalité résulte de l'animosité personnelle entre Art Modell et Paul Brown. Un match entre les Browns et les Bengals est surnommé la «bataille de l'Ohio».
Cette rivalité est surtout alimentée par :
- les différences socioculturelles entre Cincinnati et Cleveland, respectivement situées au sud-ouest et au nord-est de l'État ;
- une histoire partiellement commune entre les deux équipes puisque Paul Brown est le fondateur des deux franchises ;
- la couleur commune des équipes puisque la nuance d'orange des maillots des Bengals est identique à celle utilisée par les Browns.

Le premier match entre ces 2 équipes s'est joué en 1970, juste après la fusion antre l'AFL et la NFL ayant réuni les Browns et les Bengals au sein de la division AFC centrale (aujourd'hui dénommé AFC Nord)
La rivalité a également produit deux des huit plus prolifiques rencontres de l'histoire de la NFL :
- en 2004 avec la victoire des Bengals sur le score de 58 à 48 ;
- en 2007 avec la victoire des Browns sur le score de 51 à 45.

Après la saison 2019, Cincinnati mène les statistiques avec 51 victoires pour 42 défaites.

#### Ravens de Baltimore
Cette rivalité est issue de la relocalisation par Art Modell des Browns de Cleveland vers Baltimore. Cette rivalité est davantage axée sur Art Modell que sur l'équipe, les rencontres n'étant considérées par Baltimore que comme des matchs de division. Pour Cleveland par contre, la rivalité est bien plus présente puisqu'ils estiment que les Ravens n'ont remporté le Super Bowl XXXV au terme de la saison 2000 que grâce aux anciens joueurs des Browns et à leurs choix de draft entre 1995 et 1998 tandis que les Browns étaient contraints à rester inactifs jusqu'en 1999.
Contrairement aux deux autres rivalités, celui-ci est plus déséquilibrée puisque Baltimore mène les statistiques avec 31 victoires pour 11 défaites. Les deux équipes ne se sont jamais rencontrées en séries éliminatoires.

## Les joueurs inscrits dans la Pro Football Hall of Fame
| Année d'intronisation | No .       | Joueur              | Activité            | Poste(s)                     |
| --------------------- | ---------- | ------------------- | ------------------- | ---------------------------- |
| 1965                  | 60, 14     | Otto Graham         | 1946–1955           | Quarterback                  |
| 1967                  | —          | Paul Brown          | 1946–1962           | Entraîneur principal         |
| 1968                  | 76, 36     | Marion Motley       | 1946–1953           | Fullback                     |
| 1971                  | 32         | Jim Brown           | 1957–1965           | Fullback                     |
| 1974                  | 46, 76     | Lou Groza           | 1946–1959 1961–1967 | Offensive tackle Placekicker |
| 1975                  | 56, 86     | Dante Lavelli       | 1946–1956           | Wide receiver                |
| 1976                  | 53, 80     | Len Ford            | 1950–1957           | Defensive end                |
| 1977                  | 30, 45, 60 | Bill Willis         | 1946–1953           | Guard Offensive guard        |
| 1981                  | 77         | Willie Davis†       | 1958–1959           | Defensive end                |
| 1982                  | 83         | Doug Atkins†        | 1953–1954           | Defensive end                |
| 1983                  | 49         | Bobby Mitchell (en) | 1958–1961           | Wide receiver Halfback       |
| 1983                  | 42         | Paul Warfield       | 1964–1969 1976–1977 | Wide receiver                |
| 1984                  | 74         | Mike McCormack      | 1954–1962           | Offensive tackle             |
| 1985                  | 22, 52     | Frank Gatski        | 1946–1956           | Centre                       |
| 1987                  | 18         | Len Dawson†         | 1960–1961           | Quarterback                  |
| 1994                  | 44         | Leroy Kelly         | 1964–1973           | Running back                 |
| 1995                  | 72         | Henry Jordan†       | 1957–1958           | Defensive tackle             |
| 1998                  | 29         | Tommy McDonald†     | 1968                | Wide receiver                |
| 1999                  | 82         | Ozzie Newsome       | 1978–1990           | Tight end                    |
| 2003                  | 64         | Joe DeLamielleure   | 1980–1984           | Offensive guard              |
| 2007                  | 66         | Gene Hickerson      | 1958–1960 1962–1973 | Offensive guard              |

## Entraîneurs
- Paul Brown 1946–1962
- Blanton Collier (en) 1963–1970
- Nick Skorich (en) 1971–1974
- Forrest Gregg 1975–1977
- Dick Modzelewski (en) 1977 (Intérim)
- Sam Rutigliano (en) 1978–1984
- Marty Schottenheimer 1984–1988
- Bud Carson (en) 1989–1990
- Jim Shofner (en) 1990 (Intérim)
- Bill Belichick 1991–1995
- Chris Palmer (en) 1999–2000
- Butch Davis (en) 2001–2004
- Terry Robiskie (en) 2004 (Intérim)
- Romeo Crennel 2005–2008
- Eric Mangini (en) 2009–2011
- Pat Shurmur 2011-2013
- Rob Chudzinski 2013-2013
- Mike Pettine 2014-2016
- Hue Jackson (en) 2016-2018
- Gregg Williams (en) 2018
- Freddie Kitchens (en) 2019
- Kevin Stefanski depuis 2020

## Bilan saison par saison
| Saison                       | V   | D   | N  | Classement                                                                                                | Séries éliminatoires |
| ---------------------------- | --- | --- | -- | --- | --- |
| 1946                         | 12  | 2   | 0  | 1er AAFC Western Div.                                                                                     | Victoire en finale de l'AAFC (1) : Yankees de New York 14–9                                                                             |
| 1947                         | 12  | 1   | 1  | 1er AAFC Western Div.                                                                                     | Victoire en finale de l'AAFC (2) : chez les Yankees de New York 14–3                                                                    |
| 1948                         | 14  | 0   | 0  | 1er AAFC Western Div.                                                                                     | Victoire en finale de l'AAFC (3) : Bills de Buffalo 49–7                                                                                |
| 1949                         | 9   | 1   | 2  | 1er AAFC                                                                                                  | Victoire en séries éliminatoires de l'AAFC : Bills de Buffalo 31–21 Victoire en finale de l'AAFC (4) : 49ers de San Francisco 21–7      |
| 1950                         | 10  | 2   | 0  | 1er NFL American Conf.                                                                                    | Victoire en finale de conférence de l'AAFC : Giants de New York 8–3 Victoire en finale de la NFL (5) : Rams de Los Angeles 30–28        |
| 1951                         | 11  | 1   | 0  | 1er NFL American Conf.                                                                                    | Défaite en finale de la NFL : chez les Rams de Los Angeles 17–24                                                                        |
| 1952                         | 8   | 4   | 0  | 1er NFL American Conf.                                                                                    | Défaite en finale de la NFL : Lions de Détroit 7–17                                                                                     |
| 1953                         | 11  | 1   | 0  | 1er NFL Eastern Conf.                                                                                     | Défaite en finale de la NFL : chez les Lions de Détroit 16–17                                                                           |
| 1954                         | 9   | 3   | 0  | 1er NFL Eastern Conf.                                                                                     | Victoire en finale de la NFL (6) : Lions de Détroit 56–10                                                                               |
| 1955                         | 9   | 2   | 1  | 1er NFL Eastern Conf.                                                                                     | Victoire en finale de la NFL (7) : chez les Rams de Los Angeles 38–14                                                                   |
| 1956                         | 5   | 7   | 0  | NFL Eastern Conf.                                                                                         | -- |
| 1957                         | 9   | 2   | 1  | 1er NFL Eastern Conf.                                                                                     | Défaite en finale de la NFL : chez les Lions de Détroit 14–59                                                                           |
| 1958                         | 9   | 3   | 0  | 1er NFL Eastern Conf.                                                                                     | Défaite en finale de conférence : chez les Giants de New York 0–10                                                                      |
| 1959                         | 7   | 5   | 0  | NFL Eastern Conf.                                                                                         | -- |
| 1960                         | 8   | 3   | 1  | NFL Eastern Conf.                                                                                         | -- |
| 1961                         | 8   | 5   | 1  | NFL Eastern Conf.                                                                                         | -- |
| 1962                         | 7   | 6   | 1  | NFL Eastern Conf.                                                                                         | -- |
| 1963                         | 10  | 4   | 0  | NFL Eastern Conf.                                                                                         | -- |
| 1964                         | 10  | 3   | 1  | NFL Eastern Conf.                                                                                         | Victoire en finale de la NFL (8) : Colts de Baltimore 27–0                                                                              |
| 1965                         | 10  | 3   | 0  | NFL Eastern Conf.                                                                                         | Défaite en finale de la NFL : chez les Packers de Green Bay 12–23                                                                       |
| Fusion des ligues AFL et NFL |     |     |    | | |
| 1966                         | 9   | 5   | 0  | 2e NFL Eastern Conf.                                                                                      | -- |
| 1967                         | 9   | 5   | 0  | 1er NFL Eastern Century                                                                                   | Défaite en finale de conférence NFL : Cowboys de Dallas 52-14                                                                           |
| 1968                         | 10  | 4   | 0  | 1er NFL Eastern Century                                                                                   | Défaite en finale de la NFL : Colts de Baltimore 34-0                                                                                   |
| 1969                         | 10  | 3   | 1  | 1er NFL Eastern Century                                                                                   | Défaite en finale de la NFL : Vikings du Minnesota 27-7                                                                                 |
| 1970                         | 7   | 7   | 0  | 2e AFC Central                                                                                            | -- |
| 1971                         | 9   | 5   | 0  | 1er AFC Central                                                                                           | Défaite en tour de Division : Colts de Baltimore 20-3                                                                                   |
| 1972                         | 10  | 4   | 0  | 2e AFC Central                                                                                            | Défaite en tour de Division : Dolphins de Miami 20-14                                                                                   |
| 1973                         | 7   | 5   | 0  | 3e AFC Central                                                                                            | -- |
| 1974                         | 4   | 10  | 0  | 4e AFC Central                                                                                            | -- |
| 1975                         | 3   | 11  | 0  | 4e AFC Central                                                                                            | -- |
| 1976                         | 9   | 5   | 0  | 3e AFC Central                                                                                            | -- |
| 1977                         | 6   | 8   | 0  | 4e AFC Central                                                                                            | -- |
| 1978                         | 8   | 8   | 0  | 3e AFC Central                                                                                            | -- |
| 1979                         | 9   | 7   | 0  | 3e AFC Central                                                                                            | -- |
| 1980                         | 11  | 5   | 0  | 1er AFC Central                                                                                           | Défaite en tour de Division : Raiders d'Oakland 14-12                                                                                   |
| 1981                         | 5   | 11  | 0  | 4e AFC Central                                                                                            | -- |
| 1982                         | 4   | 5   | 0  | 8e AFC Conference                                                                                         | Défaite en tour de Wild Card : Raiders de Los Angeles 27-10                                                                             |
| 1983                         | 9   | 7   | 0  | 2e AFC Central                                                                                            | -- |
| 1984                         | 5   | 11  | 0  | 3e AFC Central                                                                                            | -- |
| 1985                         | 8   | 8   | 0  | 1er AFC Central                                                                                           | Défaite en tour de Division : Dolphins de Miami 24-21                                                                                   |
| 1986                         | 12  | 4   | 0  | 1er AFC Central                                                                                           | Défaite en finale de conférence AFC : Broncos de Denver 23-20 (OT)                                                                      |
| 1987                         | 10  | 5   | 0  | 1er AFC Central                                                                                           | Défaite en finale de conférence AFC : Broncos de Denver 38-33                                                                           |
| 1988                         | 10  | 6   | 0  | 2e AFC Central                                                                                            | Défaite en tour de Wild Card : Oilers de Houston 24-23                                                                                  |
| 1989                         | 9   | 6   | 1  | 1er AFC Central                                                                                           | Défaite en finale de conférence AFC : Broncos de Denver 37-24                                                                           |
| 1990                         | 3   | 13  | 0  | 4e AFC Central                                                                                            | -- |
| 1991                         | 6   | 10  | 0  | 3e AFC Central                                                                                            | -- |
| 1992                         | 7   | 9   | 0  | 3e AFC Central                                                                                            | -- |
| 1993                         | 7   | 9   | 0  | 3e AFC Central                                                                                            | -- |
| 1994                         | 11  | 5   | 0  | 2e AFC Central                                                                                            | Défaite en séries éliminatoires (division) : Steelers de Pittsburgh 29-9                                                                |
| 1995                         | 5   | 11  | 0  | 4e AFC Central                                                                                            | -- |
| 1996*                        | --  | --  | -- | -- | -- |
| 1997*                        | --  | --  | -- | -- | -- |
| 1998*                        | --  | --  | -- | -- | -- |
| 1999                         | 2   | 14  | 0  | 6e AFC Central                                                                                            | -- |
| 2000                         | 3   | 13  | 0  | 6e AFC Central                                                                                            | -- |
| 2001                         | 7   | 9   | 0  | 3e AFC Central                                                                                            | -- |
| 2002                         | 9   | 7   | 0  | 2e AFC North                                                                                              | Défaite en tour de Wild Card : Steelers de Pittsburgh 36-33                                                                             |
| 2003                         | 5   | 11  | 0  | 4e AFC North                                                                                              | -- |
| 2004                         | 4   | 12  | 0  | 4e AFC North                                                                                              | -- |
| 2005                         | 6   | 10  | 0  | 4e AFC North                                                                                              | -- |
| 2006                         | 4   | 12  | 0  | 4e AFC North                                                                                              | -- |
| 2007                         | 10  | 6   | 0  | 2e AFC North                                                                                              | -- |
| 2008                         | 4   | 12  | 0  | 4e AFC North                                                                                              | -- |
| 2009                         | 5   | 11  | 0  | 4e AFC North                                                                                              | -- |
| 2010                         | 5   | 11  | 0  | 3e AFC North                                                                                              | -- |
| 2011                         | 4   | 12  | 0  | 4e AFC North                                                                                              | -- |
| 2012                         | 5   | 11  | 0  | 4e AFC North                                                                                              | -- |
| 2013                         | 4   | 12  | 0  | 4e AFC North                                                                                              | -- |
| 2014                         | 7   | 9   | 0  | 4e AFC North                                                                                              | -- |
| 2015                         | 3   | 13  | 0  | 4e AFC North                                                                                              | -- |
| 2016                         | 1   | 15  | 0  | 4e AFC North                                                                                              | -- |
| 2017                         | 0   | 16  | 0  | 4e AFC North                                                                                              | -- |
| 2018                         | 7   | 8   | 1  | 3e AFC North                                                                                              | -- |
| 2019                         | 6   | 10  | 0  | 3e AFC North                                                                                              | -- |
| 2020                         | 11  | 5   | 0  | 3e AFC North                                                                                              | Victoire en tour de Wild Card (chez les Steelers de Pittsburgh) 48–37 Défaite en tour de Division (chez les Chiefs de Kansas City) 7–22 |
| 2021                         | 8   | 9   | 0  | 3e AFC North                                                                                              | -- |
| 2022                         | 7   | 10  | 0  | 4e AFC North                                                                                              | -- |
| 2023                         | 11  | 6   | 0  | 2e AFC North                                                                                              | -- |
| 2024                         | 3   | 14  | 0  | 4e AFC North                                                                                              | -- |
| Totaux                       | 562 | 548 | 14 | Saison régulière (9 titres de division, 12 titres de conférence)                                          | Saison régulière (9 titres de division, 12 titres de conférence)                                                                        |
| Totaux                       | 17  | 22  | -  | Séries éliminatoires                                                                                      | Séries éliminatoires |
| Totaux                       | 579 | 570 | 14 | Saison régulière + séries éliminatoires (4 titres de l'AAFC, 2 titres de la NFL avant 1966, 0 Super Bowl) | Saison régulière + séries éliminatoires (4 titres de l'AAFC, 2 titres de la NFL avant 1966, 0 Super Bowl)                               |

- En 1996, la franchise change de ville pour aller à Baltimore. Les joueurs et le personnel intègrent alors la nouvelle équipe des Ravens, mais le nom, l'histoire, les couleurs des Browns restent à Cleveland où une franchise redémarre en 1999 sous le nom des Browns de Cleveland.

## Cinéma
- Dans le film Le Pari (2014), Kevin Costner incarne le manager général des Browns pendant la draft 2014 de la NFL.
- The Express (2008) est basé sur l'histoire d'Ernie Davis.